# مقص عم قنديل (فلم)
مقص عم قنديل هو فيلم دراما مصري من إخراج عدلي يوسف وبطولة فريد شوقي، آثار الحكيم، صلاح السعدني، هادي الجيار، فريدة سيف النصر وثريا حلمي، صدر الفيلم في 30 ديسمبر 1985.

## نبذة
يثق أهل الحي جميعهم في عم قنديل، صاحب محل الحلاقة الشهير في الحي الذي يساعدهم في حل مشاكلهم المختلفة، لكنه في الوقت ذاته يفشل في علاج عم جاد ويتسبب في وفاته، مما يؤدي إلى دخوله السجن لمدة خمس سنوات، ليستغل ابنه الجشع صلاح الفرصة، ويقوم بتحويل صالون الحلاقة إلى محل للملابس.

## طاقم العمل
- فريد شوقي بدور العم قنديل
- آثار الحكيم بدور هدى قنديل
- صلاح السعدني بدور صلاح قنديل
- هادي الجيار بدور الدكتور جلال خيرى
- فريدة سيف النصر بدور عديلة
- ثريا حلمي بدور تفيدة زوجة قنديل

## وصلات خارجية
- مقالات تستعمل روابط فنية بلا صلة مع ويكي بيانات